# ヤングビーナス薬品工業
ヤングビーナス薬品工業株式会社（ヤングビーナスやくひんこうぎょう）は、岐阜県加茂郡坂祝町に本社を置く薬用入浴剤や化粧品などを製造・販売する企業。

## 主な製品
主力入浴剤には、大分県別府市の明礬温泉にて江戸時代から生産の続く湯の花（明礬）が使われている。天然の湯の花を使用しながらも浴槽、風呂釜を傷めないのが特徴。
- 湯躍
- ヤングビーナスSv
- 別府八湯 明礬の花
- 別府八湯
- にごり湯
- 養命泉
- ヤングビーナスB2
- ヤングビーナスBN